# Prisoje, Nikšić
Prisoje este un sat din comuna Nikšić, Muntenegru. Conform datelor de la recensământul din 2003, localitatea are 51 de locuitori (la recensământul din 1991 erau 68 de locuitori).

## Demografie
În satul Prisoje locuiesc 47 de persoane adulte, iar vârsta medie a populației este de 47,2 de ani (42,0 la bărbați și 52,7 la femei). În localitate sunt 18 gospodării, iar numărul mediu de membri în gospodărie este de 2,83.
|  |

| Demografie | Demografie | Demografie |
| An         | Locuitori  | Locuitori  |
| ---------- | ---------- | ---------- |
|            |            |            |
|            |            |            |
|            |            |            |
|            |            |            |
| 1948       | 128        |            |
| 1953       | 161        |            |
| 1961       | 153        |            |
| 1971       | 115        |            |
| 1981       | 96         |            |
| 1991       | 68         | 68         |
| 2003       | 53         | 51         |

| \| Componența etnică conform recensământului din 2003[2] \| Componența etnică conform recensământului din 2003[2] \| Componența etnică conform recensământului din 2003[2] \| Componența etnică conform recensământului din 2003[2] \| Componența etnică conform recensământului din 2003[2] \| \| ----------------------------------------------------- \| ----------------------------------------------------- \| ----------------------------------------------------- \| ----------------------------------------------------- \| ----------------------------------------------------- \| \| \| \| \| \| \| \| Muntenegreni \| Muntenegreni \| \| 46 \| 90,19% \| \| Sârbi \| Sârbi \| \| 4 \| 7,84% \| \| necunoscută \| necunoscută \| \| 0 \| 0% \| |              |  |    |        |
| Componența etnică conform recensământului din 2003 |              |  |    |        |
| |              |  |    |        |
| Muntenegreni | Muntenegreni |  | 46 | 90,19% |
| Sârbi | Sârbi        |  | 4  | 7,84%  |
| necunoscută | necunoscută  |  | 0  | 0%     |